# Louis Fleury
Louis François Fleury (1878 – 1926) foi um compositor e flautista francês, aluno de Claude-Paul Taffanel no Conservatório de Paris. Durante sua vida profissional foi um dos flautistas mais importantes da época. Ganhou o primeiro prêmio do conservatório no ano de 1900 e, cinco anos mais tarde, criou a Societé des Concerts.
Louis Fleury tinha especial interesse pela música do século XVIII, algo incomum entre os compositores do final do século XIX. Por isso, foi um pioneiro na redescoberta de muitas obras para flauta do barroco (também do século XVII) perdidas ou esquecidas, assim como no encargo de novas peças por compositores contemporâneos. Foi membro da Société Moderne des Instruments à Vent (Sociedade Moderna de Instrumentos de Sopro), que tinha sido criada em Paris com essa mesma intenção, por George Barrère, em 1895.
Tocou como flautista na primeira vez que o pianista brasileiro Heitor Villa-Lobos apresentou suas obras na Europa, concretamente em maio do ano de 1924, em Paris, na Salle des Agriculteurs.
Claude Debussy lhe dedicou sua peça para flauta solista Syrinx, de 1913. Ele mesmo a tocou pela primeira vez em 1 de dezembro de 1913, em Paris. Porém, essa não é a única peça que foi dedicada a Louis Fleury. Outro compositor francês, Darius Milhaud, dedicou-lhe no ano de 1922 sua sonata para flauta. Em 1924, Albert Roussel lhe ofereceu também o terceiro dos quatro movimentos da obra Joueurs de Flûte, intitulado "Krishna".
Também colaborou com algumas revistas escrevendo artigos sobre música e flauta. Algumas destas revistas são: Music and Letters, Chesterian e L´Encyclopédie de Lavignac.

## Mídia
- Problemas na execução dos arquivos? Veja Introdução à mídia.